# Agostino Bertolotto
Agostino Bertolotto (Savona, 9 marzo 1909 – ...) è stato un calciatore e allenatore di calcio italiano, di ruolo difensore.

## Carriera
Dopo gli esordi con l'Alassio ed un anno in Serie C con l'Entella, passa alla Sanremese con cui conquista la promozione in Serie B al termine della stagione 1936-1937 e debutta tra i cadetti nel 1937-1938; in Serie B gioca per tre anni collezionando 68 presenze.
Terminata la carriera da calciatore, nella stagione 1948-1949 guida il Savona da allenatore raggiungendo il secondo posto e sfiorando la Serie B.

## Palmarès

### Club

#### Competizioni nazionali
- Serie C: 2

Sanremese: 1936-1937
Manlio Cavagnaro: 1940-1941 (girone D)